# چسب‌های پزشکی

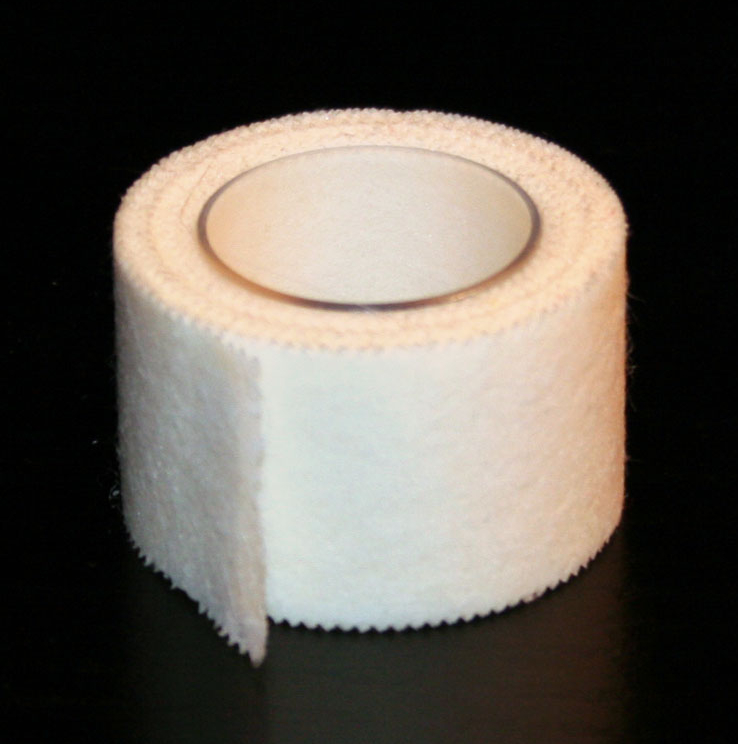
چسب جراحی

چسب‌های پزشکی (انگلیسی: Surgical tape) که گاهی به آن‌ها چسب جراحی نیز گفته می‌شود، به‌طور کلی به وسایلی گفته می‌شود که برای نگه داشتن پانسمان بر روی زخم‌ها استفاده می‌گردد، همچنین از آن‌ها به منظور ثابت نگاه‌داشتن کاتترها و لوله‌های زهکشی نیز استفاده می‌گردد. آن‌ها راحت و نرم هستند اما در عین حال از قدرت چسبندگی بالایی برخوردارند تا از اتصال‌های مناسب در شرایط خاص اطمینان حاصل کنند. این محصولات انواع مختلفی دارند که موارد استفادهٔ مختلفی نیز دارند، از جمله چسب‌های پی‌ای، چسب‌های ضدآب، چسب‌های سیلک و….

## انواع

### چسب ضد حساسیت
انواع چسب‌های ضد حساسیت وجود دارند. نوارچسب جراحی ضد حساسیت، نوارچسب با الیاف بافته نشده و ضد حساسیت، برای فیکس کردن انواع پانسمان، مناسب برای افراد با پوست حساس است، چسب جراحی پارچه‌ای، چسب پارچه‌ای با چسب رزین طبیعی، استریل چندمنظوره با ویژگی پوشش پارچه‌ای نرم از انواع چسب ضد حساسیت هستند.
نوارچسب جراحی ضد حساسیت، نوارچسب با الیاف بافته نشده و ضد حساسیت، برای فیکس کردن انواع پانسمان است. این چسب برای بیمارانی که پوست حساس دارند مناسب است. نسبت به هوا و بخار آب، نفوذپذیر است و به پوست اجازهٔ تهویه و عبور رطوبت ناشی از عرق‌کردن را می‌دهد، بنابراین حتی در صورت پوشاندن سطوح وسیع پوست و استفادهٔ طولانی‌مدت، لیچ‌افتادگی بروز نخواهد داد.
ویژگی خاص، آغشته بودن آن به یک مادهٔ آب‌گریز است که آن را از نفوذ رطوبت و آلودگی خارجی محافظت می‌کند؛ و بدون درد و به‌جا گذاشتن باقیمانده‌ای به‌آسانی از سطح پوست جدا می‌شود.
موارد مصرف برای ثابت کردن انواع کاتتر و آنژیوکت است، و مزایای مصرفش چسبندگی خوب و ثابت کردن عالی کاتتر و سازگاری با پوست و تطبیق‌پذیری مناسب با ناهمواری‌های پوست است. چسبندگی مناسب این چسب با نگه داشتن و گرم شدن، حاصل می‌شود.

### چسب جراحی پارچه‌ای
چسب جراحی پارچه‌ای یک چسب پارچه‌ای با چسب رزین طبیعی است. چسبندگی آن بر روی پوست بسیار خوب بوده و اجازهٔ تهویه و خروج بخار را از سطح پوست می‌دهد. بدون به‌جا گذاشتن باقیمانده‌ای از روی پوست برداشته می‌شود و به‌خاطر حاشیهٔ زیگزاگی به‌راحتی قابل بریدن با دست است و به‌عنوان ثابت‌کنندهٔ پانسمان موردِ استفاده قرار می‌گیرد. مزایای استفاده از این نوع چسب، سازگاری با پوست و سادگی برش از ناحیهٔ پرفراژها در هر ۲ جهت است.

### چسب لوکوپلاست
چسب لوکوپلاست (BONMED ZINC OXIDE) چسبی مقاوم است و امکان تنفس پوستی دارد و دارای انعطاف‌پذیری بالا و مقاومت خوب است. چسب لوکوپلاست با کارایی بالا بدون نیاز به استفاده از قیچی است و برای بستن پانسمان و فیکس کردن آنژیوکت و… به‌کار می‌رود. این چسب، پارچه‌ای است که مایع چسب آن حاوی اکسید روی و لاتکس است و مقاومت خوبی در برابر پارگی دارد و در پزشکی برای بستن پانسمان و فیکس کردن آنژیوکت و … به‌کار می‌رود.

### چسب شفاف
نوارچسب جراحی پلی‌اتیلنی شفاف دارای امکان مشاهدهٔ ناحیهٔ زخمی در بیمار به‌دلیل ساختار شفاف آن است و از مزایای ان قابلیت استفاده جهت ثابت نگه‌داشتن لوازم پزشکی بر روی بدن و پوست بیمار نظیر سوند / سرم / پانسمان/ پد/ سرنگ / سوآپ و… توسط آن و ثابت نگه‌داشتن هر شیئی به‌طور اطمینان‌بخش بدون کش آمدن و دچار تغییرِ شکل شدن و دارا بودنِ حامل پلی‌اتیلنی شفاف، قدرت چسبندگی بسیار مناسب و طولانی، ضد حساسیت بودن و قابلیت کنده شدن به‌صورت طولی و عرضی به بهترین نحو و استفادهٔ راحت بدون نیاز به قیچی و بدون برجای ماندن اثری از مادهٔ چسبی پس از کندن برچسب، قابلیت نفوذپذیری هوا جهت تعریق پوست، و نامرئی در برابر پرتو ایکس است.

## خصوصیات و موارد استفاده
- چسب‌های پزشکی به قسمی هستند که بایستی حالت چسبندگی به مواد داشته باشند. به‌عنوان مثال ایجاد اتصال بین حولهٔ جراحی و پوست کنند و باید به محکمی به مادهٔ مورد نظر و سطح هدف، اتصال برقرار کنند.
- چسبندگی چسب‌های پزشکی به پوست باید در حد اعتدال و مناسب باشد.
- هر چسب و پانسمان پزشکی با توجه به نحوهٔ مصرفش باید استریل‌های خاص خودش را طی کرده باشد.

## اقدام‌های لازم در صورت ایجاد آلرژی
1. بلافاصله چسب ایجادکنندهٔ آلرژی باید از روی پوست جدا شود.
2. از تماس مجدد با چسب اجتناب گردد.
3. تغییرات آب و هوا می‌تواند شرایط متفاوتی را برای حالت حساسیت ایجاد کند در نتیجه ممکن است کمک گرفتن و دریافت توصیه از یک پزشک نیاز باشد.
4. معمولاً علائم حساسیت بعد از مدت زمانی به خودی خود از بین می‌روند اما اگر آثار چرک یا لکه یا هر مشکل جدی دیده شد، بلافاصله به پزشک مراجعه شود.
5. اگر حساسیت ایجاد شده یک حساسیت درماتیت است که بر اثر تغییرات آب و هوا، رژیم غذایی، یا وضعیت سیستم ایمنی بدن ایجاد شده، سعی شود که از مصرف غذاهای پُر ادویه، غذاهای دریایی، گوشت گوسفند و گوشت گاو خودداری شود تا علائم، تشدید نشوند.
6. برای ترمیم زخم به‌جای چسب از باندها استفاده شود.